# Römerhalle (Bad Kreuznach)
Das Museum Römerhalle in der Stadt Bad Kreuznach in Rheinland-Pfalz zeigt Funde aus einer römischen Palastvilla aus dem späten 2. Jahrhundert n. Chr. sowie weitere Funde der Römerzeit aus dem Landkreis Bad Kreuznach. Darunter befinden sich zwei großflächig erhaltene Mosaikböden, die zu den bedeutendsten Funden nördlich der Alpen gerechnet werden, sowie zahlreiche Steindenkmäler.

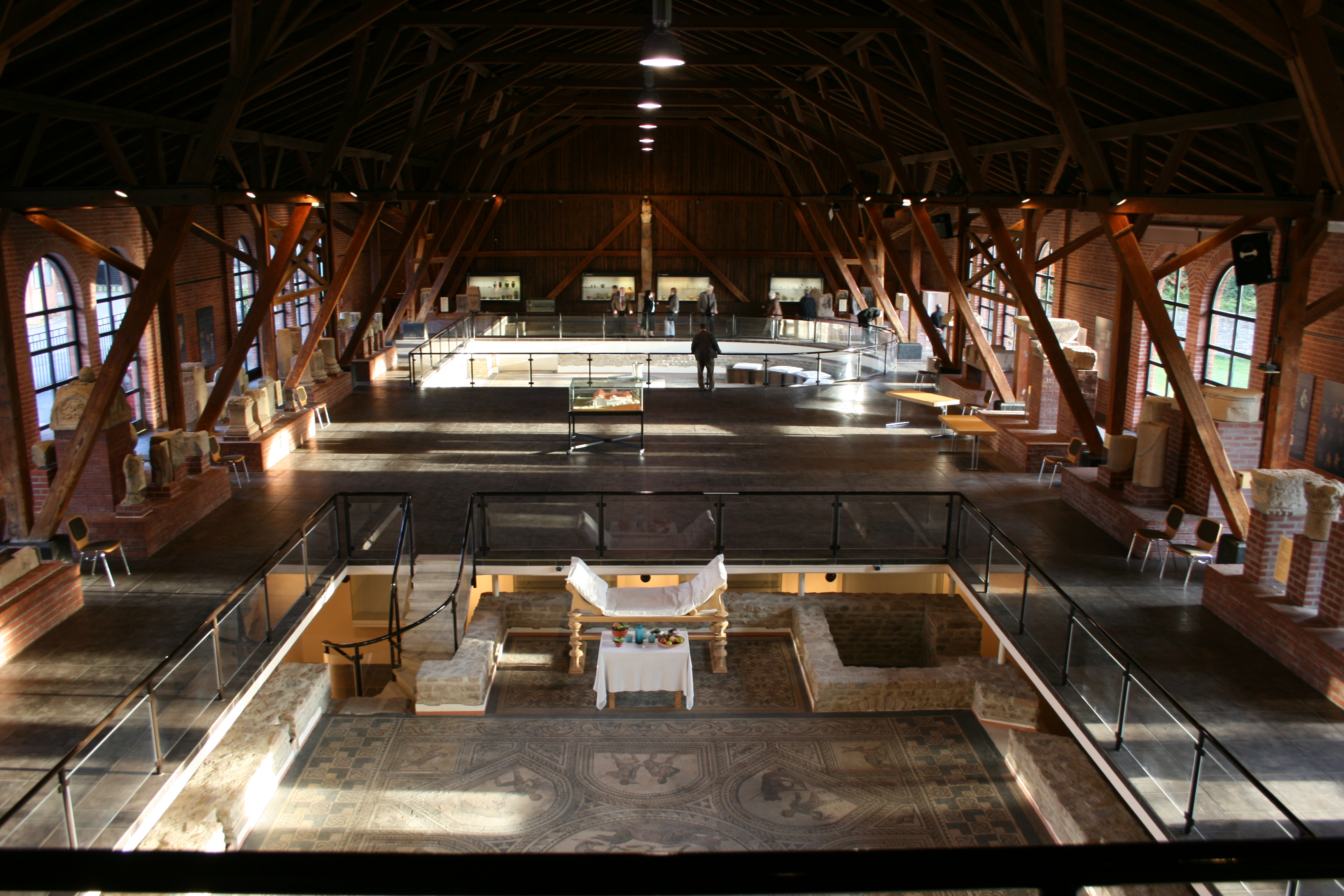
Blick von der Empore in das Museum

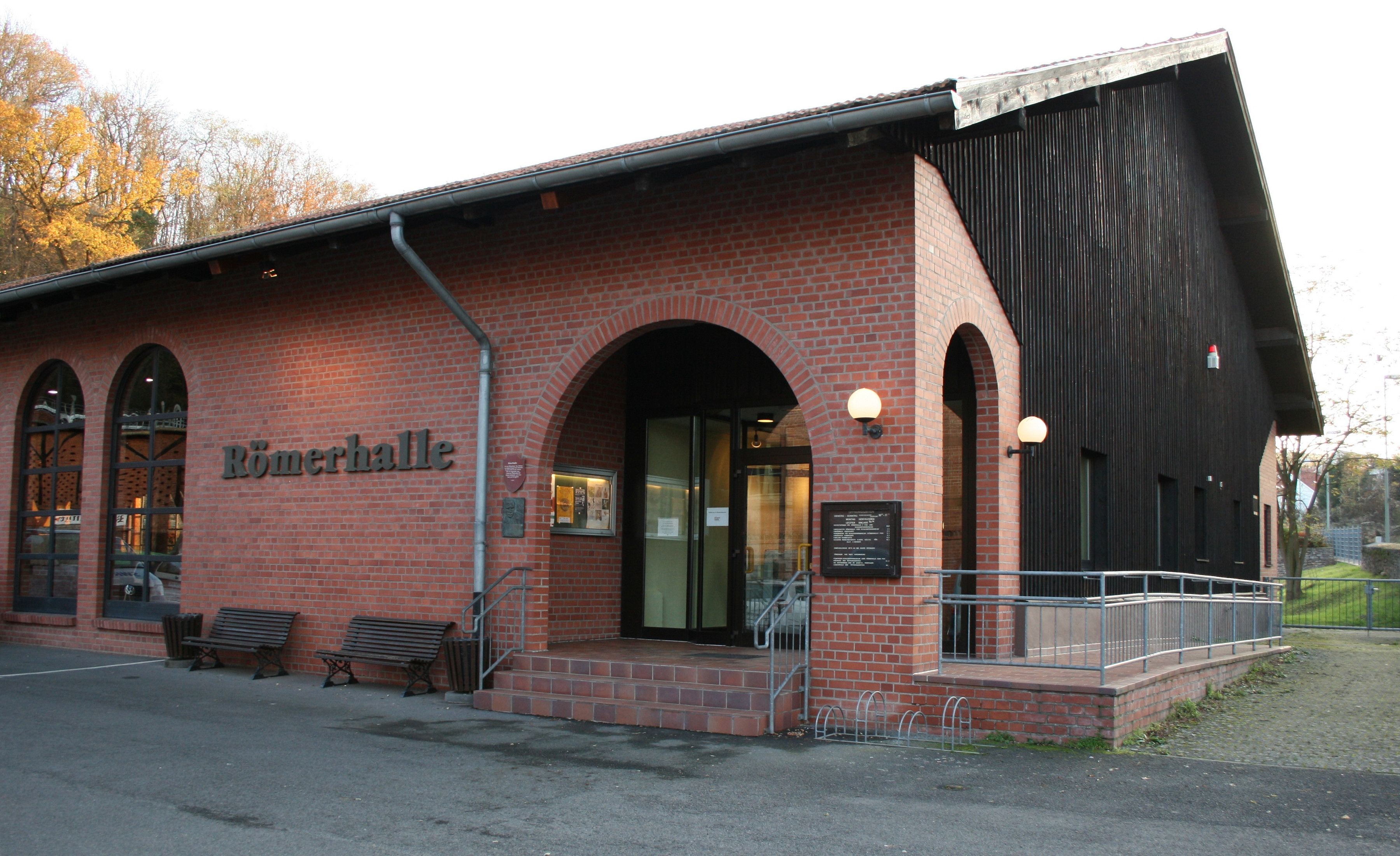
Außenansicht des Museumsgebäudes

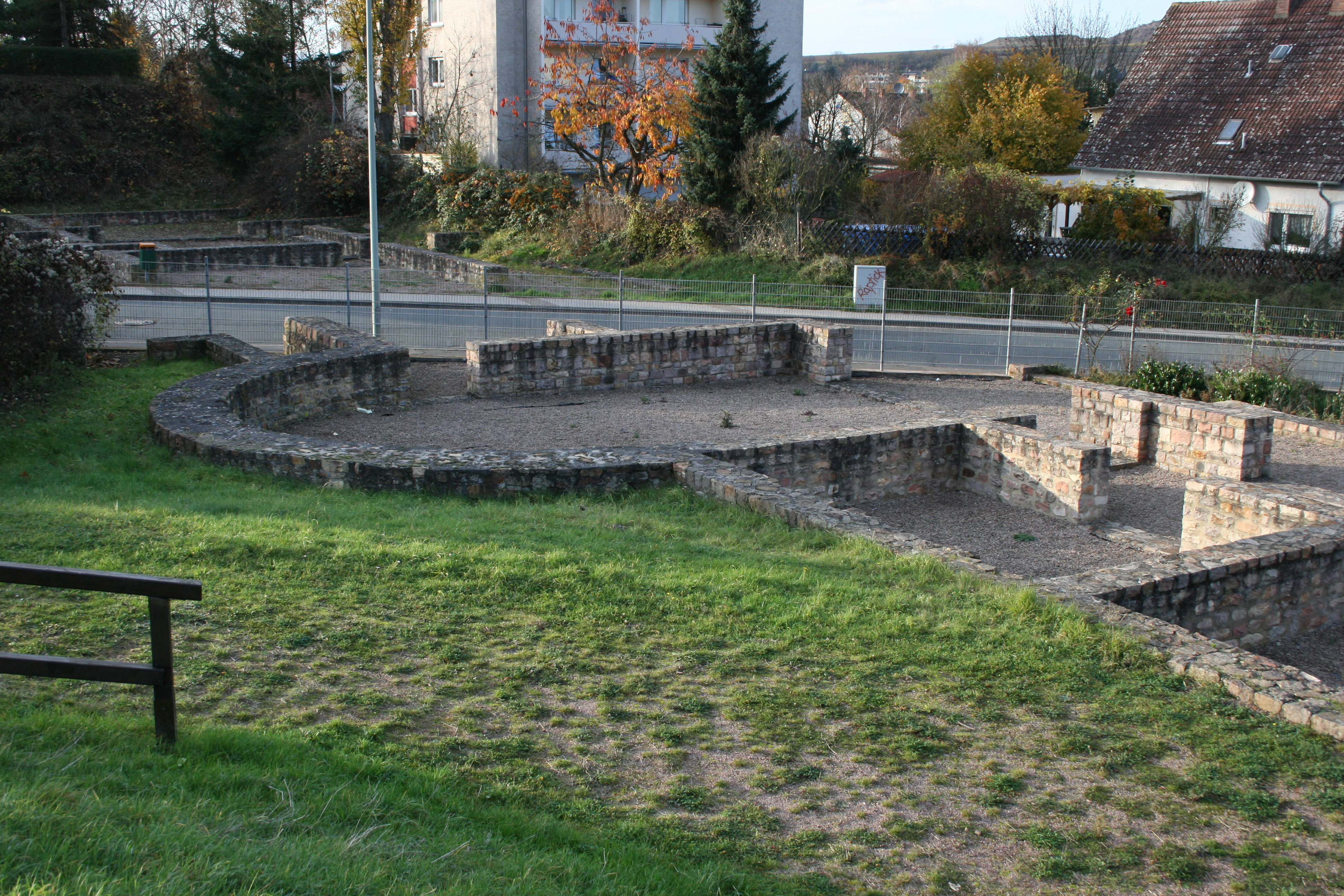
Ansicht der Außenanlage mit rekonstruiertem Fundament der Apsis

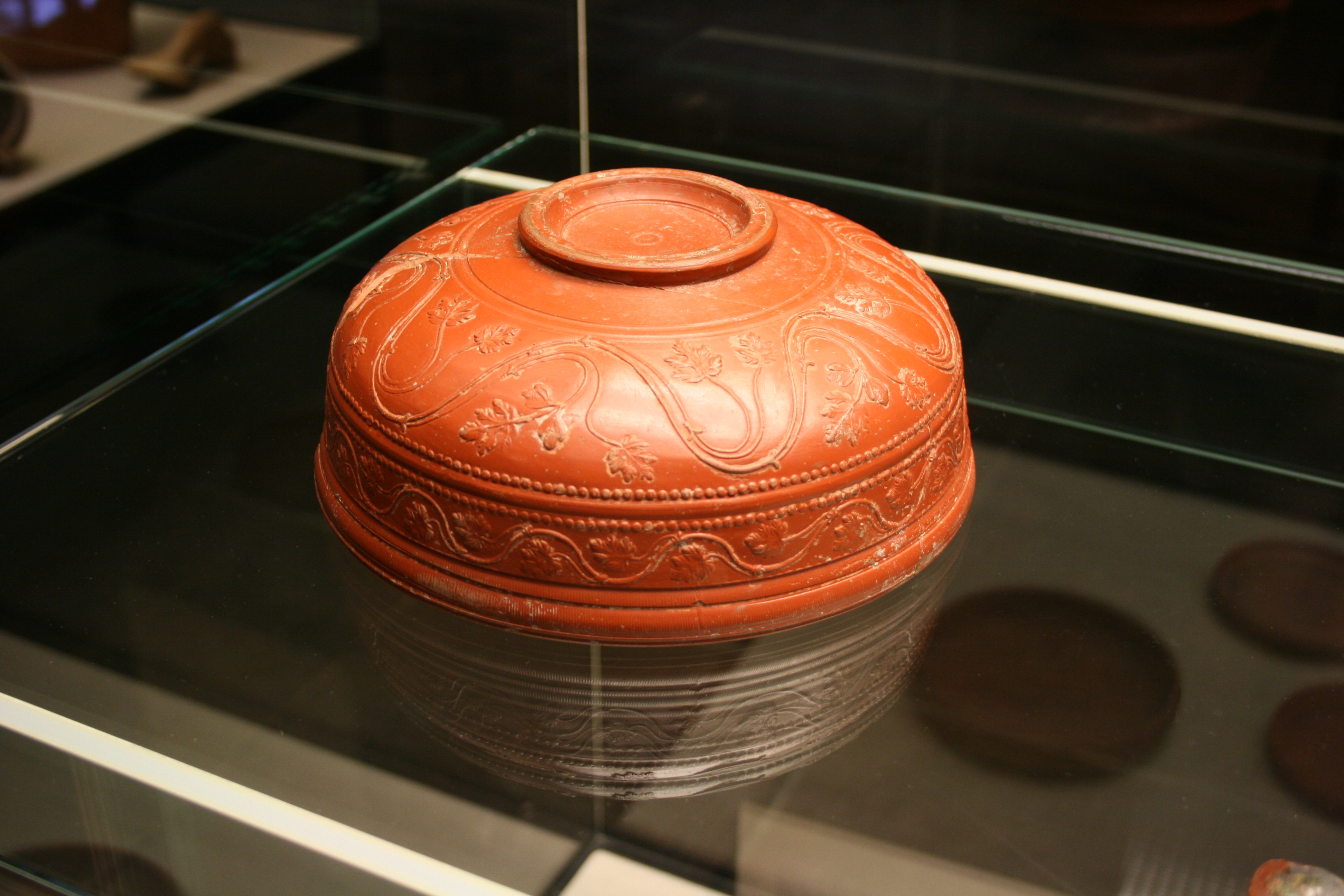
Südgallische Terra-Sigillata-Schüssel Form Dragendorff 29

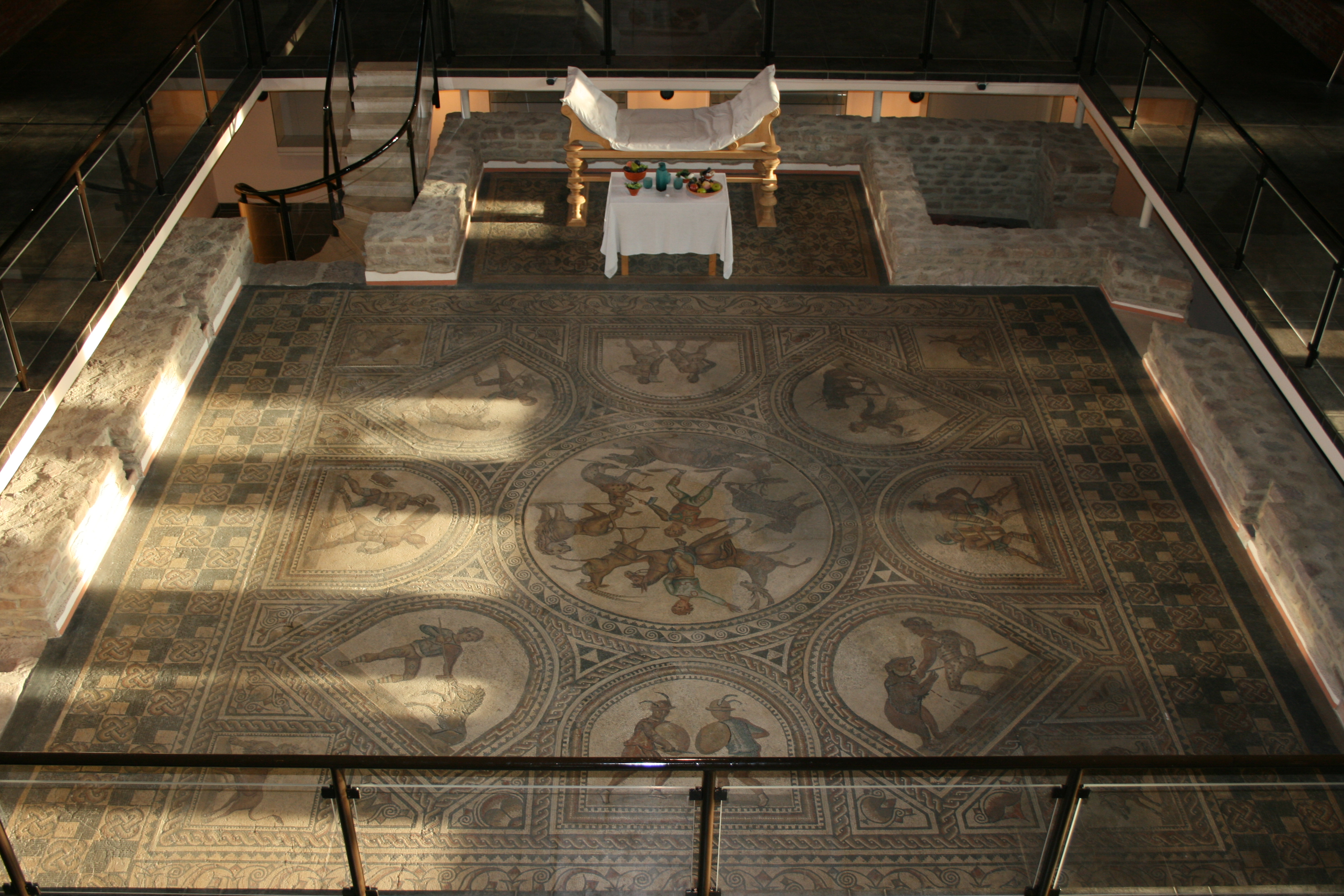
Ansicht des Gladiatorenmosaiks von der Empore

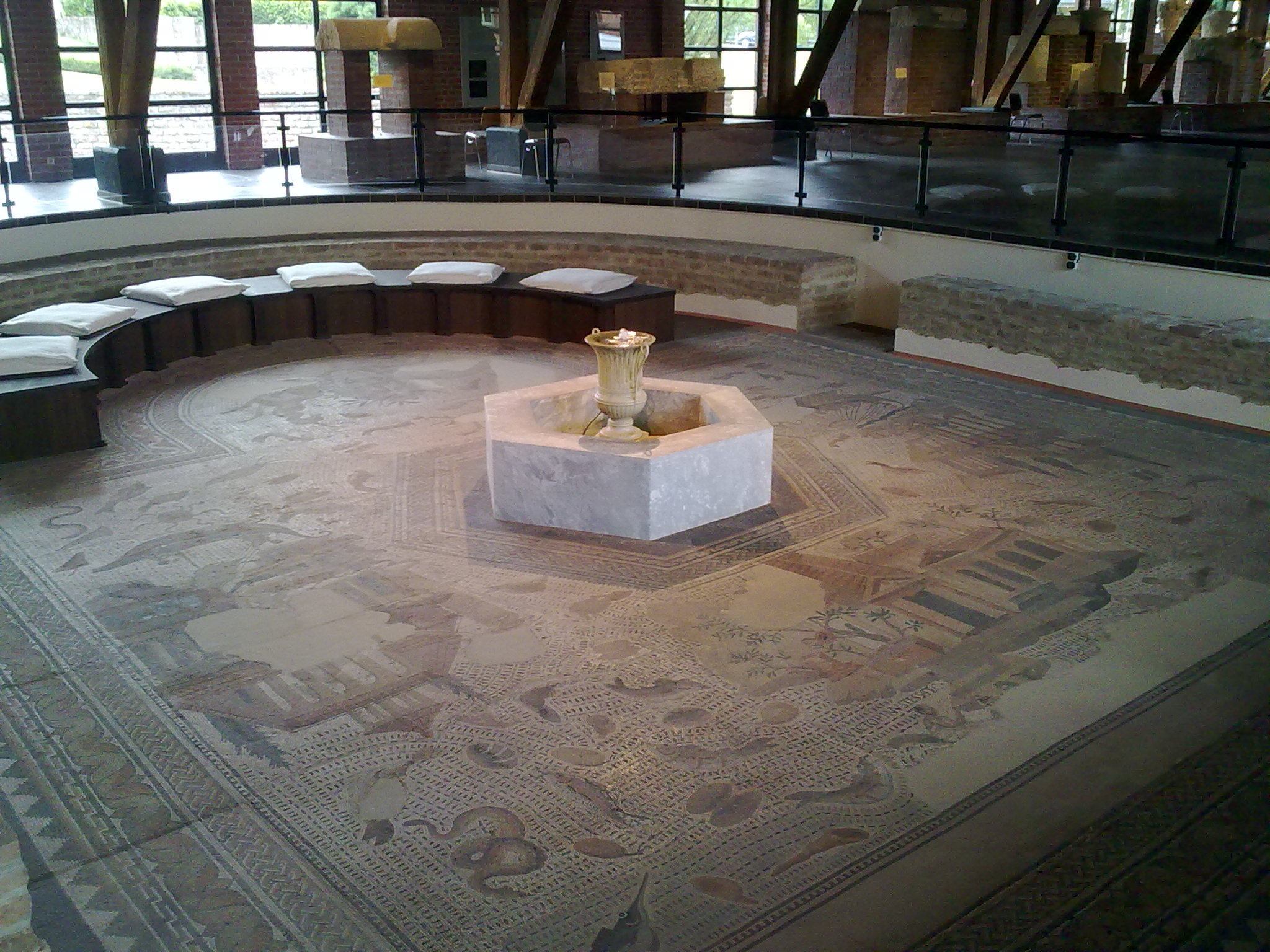
Oceanusmosaik

## Lage
Das Museum befindet sich in der Hüffelsheimer Str. 11 im Rittergut Bangert in Nachbarschaft zum Schlossparkmuseum und zum Museum für Puppentheaterkultur. Mit dem Bus ist es über die Linie 203 Richtung Agnesienberg (Haltestelle Schlossparkmuseum) zu erreichen. Das Gebäude ist mit einer Rampe für Kinderwagen und Schwerbehinderte sowie einer Behindertentoilette ausgestattet.

## Römische Palastvilla
Kern der Ausstellung vor Ort sind die archäologisch nachgewiesenen Reste einer Palastvilla, die in ihrer Größe, Ausstattung und Bautyp weit über die übliche Form der ländlichen Besiedlung, sogenannte Villa rustica, hinausgeht. Die Anlage rückte erstmals mit der Auffindung des Gladiatorenmosaiks 1893 in das Interesse der Forschung. In den 1950er Jahren wurde  eine Straße quer durch die Anlage gebaut. Nach dem Fund eines weiteren, dem Oceanus-Mosaik fanden 1975–1980 weitere Grabungen im noch nicht überbauten Areal statt, gefördert durch die Deutsche Forschungsgemeinschaft.
Die Ausgrabungen zeigten ein vierflügeliges Gebäude, das um einen nicht überdachten Innenhof angeordnet war (Peristylvilla). Es nahm eine Fläche von 70 × 80 m ein und wurde nach dem Abriss eines Vorgängerbaus in der zweiten Hälfte des 2. Jahrhunderts n. Chr. an einem nach Norden hin abfallenden Hang erbaut. Im südlichen Gebäudetrakt befand sich mittig ein Empfangssaal mit Apsis und Springbrunnen, dort wurde auch das Oceanus-Mosaik gefunden. An der nördlichen Gebäudefront befanden sich eine porticus und kryptoporticus, weitere Säulengänge zum Innenhof hin. Allein im Erdgeschoss wurden mehr als 50 Räume nachgewiesen, das Bauwerk war aber allein schon aufgrund der Hanglage mehrgeschossig. Nebengebäude der Anlage sind aufgrund neuzeitlicher Überbauung wenig erforscht. Der Besitzer dürfte der Elite der römischen Provinz angehören, Näheres ist aber unbekannt.
Die Villa wurde im 3. Jahrhundert zwischen 260 und 275 n. Chr. zerstört. Zu Beginn des 4. Jahrhunderts wurde an der Nordseite eine spätantike Festung erbaut, die aber spätestens mit dem Bau des valentinianischen Kastells Bad Kreuznach aufgegeben wurde.
Ein Modell im Museum zeigt die Palastvilla im Bauzustand der hohen Kaiserzeit. Funde aus der Anlage können auf der Empore besichtigt werden. Neben luxuriösen Teilen der Einrichtung wie Glasfenster und Bruchstücke der Wandbemalung gehören dazu auch Gebrauchsgegenstände der Bewohner, Glas-, Koch- und feineres Tischgeschirr (Terra sigillata) sowie verschiedene Metallgegenstände.
Außerhalb des Museumsgebäudes können die rekonstruierten Fundamente der Palastvilla besichtigt werden, darunter die zentrale Apsis. Verschiedene Schautafeln erläutern den Standort in der ehemaligen Villa.

## Mosaikfunde
Bedeutendster Teil der Ausstellung sind die beiden Mosaiken, die sich nicht mehr in Originallage, sondern witterungsgeschützt zentral im Museumsgebäude befinden.
Das 58 m² große Gladiatorenmosaik wurde bereits 1893 gefunden und gehörte bald zu den Sehenswürdigkeiten der Kurstadt. Das großflächig erhaltene Mosaik zeigt in 13 Bildfeldern verschiedene Kämpfe aus dem römischen Amphitheater, Kämpfe von Gladiatoren, Kämpfe gegen Tiere und von Tieren gegeneinander. Seitlich führt eine Treppe in den Keller, wo die Funktion einer römischen Fußbodenheizung (Hypokaustum) erläutert wird.
1966 wurde ein zweites Mosaik entdeckt, das 68 m² große Oceanus-Mosaik. Es stammt aus der zentralen Apsis der Villa und zeigt neben dem Meeresgott Schiffs- und Hafenszenen, mediterrane Architektur und viele Seetiere, die aus dem Mittelmeer stammen. Reste einer Inschrift mit Konsulnennung datieren das Mosaik auf das Jahr 234 n. Chr., signiert ist es von dem Mosaizisten Victorinus. Zentral darin befindet sich ein marmorverkleidetes Wasserbecken, das nach Ausgrabungsbefunden rekonstruiert wurde. Oceanus selbst befindet sich in der halbrunden Apsis, die als Triclinium gedeutet wird.

## Steindenkmäler
Im Erdgeschoss werden neben den Mosaiken römische Steindenkmäler gezeigt, die aus dem Landkreis und der Stadt Bad Kreuznach stammen. Dazu gehören unter anderem Jupitergigantensäulen, Votivsteine und Weihinschriften – zum Teil
Spolien, die  in den Grundmauern des spätantiken Kastells vermauert waren. Die Spätantike ist durch Sarkophage aus Stein belegt, die wohl ebenfalls dem spätantiken Kastell Bad Kreuznach zuzuordnen sind.

### Soldatengrabsteine von Bingerbrück
Eine Sondergruppe in der Ausstellung an Steindenkmälern stellen die Grabsteine von Bingerbrück dar. Sie stammen von Soldaten aus Bingen (Bingium), die nördlich der Nahe, wie bei den Römern üblich, entlang der Ausfallstraßen bestattet wurden.  Es handelt sich um Grabsteine von Hilfstruppen, einige stammen aus entfernt gelegenen römischen Provinzen, etwa Tiberius Iulius Abdes Pantera aus Sidon.